# 國家無形遺產保有者
國家無形遺產保有者，俗稱人间文化财（韩语：／ ingan munhwajae），是指基于2024年政府制定的《國家遺產基本法》（前為1962年制定的《文化財保護法》），经教育部认证颁发，能够制作或表演官方指定的国家无形遗产（最初稱重要無形文化財，2016年前改稱國家無形文化財，2024年改稱國家無形遺產）的个人。韩国已经建立了由拥有者—学徒—研究生—奖助生—套完整的制度并且借由这一套制度，对于拥有者、研究生、学徒、奖助生每月提供补助，保障了他们的基本生活，让他们能专心传授文化财产，同时韩国政府也支持表演及展览活动、建立了遗产教育中心，让无形文化遗产得以宣习及教育。